# 熊原健人
熊原 健人（くまばら けんと、1993年10月19日 - ）は、宮城県角田市出身の元プロ野球選手（投手）。右投左打。

## 経歴

### プロ入り前
実家は室町時代から18代にわたって続く深山（しんざん）神社で、長らく神主を務めていた実父の三男として出生。幼稚園から北郷小学校5年時まで水泳を習っていたが、軟式野球チームの桜ドラゴンズの選手募集チラシを見たことがきっかけで、同チームへ入団した。ただし、入団3日目に右手首を骨折したため、実際にプレーを始めたのは6年時の春からである。
北角田中学校時代には軟式野球部で主に遊撃を守っていたが、柴田高校への入学後は、自身の希望で投手へ本格的に転向。高校では春夏とも甲子園球場での全国大会と無縁で、家族も実家で神職を継ぐことを望んでいたが、地元の仙台大学から誘いを受け、同大学へ進んだ（詳細後述）。
大学時代には、2年時の春から仙台六大学野球のリーグ戦に登板したが、腰痛の発症によって秋季リーグ戦に登板できなかった。3年時の春季リーグ戦では、エースとして4勝0敗、防御率1.71という好成績を残し、MVPとベストナインに選出。チームは67季振りのリーグ優勝を果たし、全国大会（第63回全日本大学野球選手権大会）へ初めて出場した。同大会では、福岡大学との初戦に9回2/3を投げて1失点で勝利を収めたものの、チームは次戦で濵口遥大擁する神奈川大学に敗れた。大会直後に実施された第27回ハーレムベースボールウィークに、日本代表の一員として出場した。3年時の秋季リーグでは、東北学院大学戦でノーヒットノーランを達成している。リーグ戦後の11月には、NPB球団所属の若手選手などと共に日本代表として第1回21U野球ワールドカップへ参加し、最速150km/hのストレートを武器に救援投手として活躍した。4年時には、春季リーグ戦に4勝0敗、防御率0.63という成績でMVPに選ばれた。第64回全日本大学野球選手権大会では、初戦で九州産業大学に敗れたものの、13奪三振を記録した。秋季リーグ戦では2勝1敗、防御率1.05という成績で2度目のベストナインに選出。在学中には、リーグ戦通算23試合の登板で、171イニングを投げて13勝4敗、153奪三振、防御率1.42を記録した。
2015年のNPBドラフト会議で、横浜DeNAベイスターズから2巡目で指名。契約金7500万円、年俸1200万円（金額は推定）という条件で、仙台大学出身者としては初めてのプロ野球選手になった。背番号は1となったが、投手では前身の球団を含めても大洋ホエールズ時代の1950年に岩本信一が着用して以来2人目であった。

### DeNA時代
2016年には、春季キャンプの一軍メンバーに抜擢されたが、大学時代に発症した右脇腹痛がオープン戦の期間中に再発し、公式戦の開幕を二軍で迎えた。5月3日の対東京ヤクルトスワローズ戦（横浜スタジアム）で一軍公式戦に初めて登板すると、6月4日の対千葉ロッテマリーンズ戦（横浜）まで全て救援で10試合連続無失点を記録するなど、前半戦は救援投手として経験を積んだ。7月12日の対中日ドラゴンズ戦（横浜）から先発に転向。転向2試合目の登板になった7月20日の対ヤクルト戦（明治神宮野球場）で、5回を2失点に抑えて一軍初勝利を挙げた。レギュラーシーズンでは、一軍公式戦で通算18試合（先発で3試合）に登板。1勝1敗、防御率4.97という成績を残した。7月29日の出場選手登録抹消後は一軍から遠ざかり、チームのレギュラーシーズン3位で迎えたポストシーズンでも登板の機会がなかった。
2017年には、レギュラーシーズンの開幕からイースタン・リーグ公式戦4試合の登板で防御率1.08と好調だったため、5月25日の対中日戦（横浜）に先発。一軍公式戦へのシーズン初登板で、5回5失点でシーズン初勝利を挙げた。レギュラーシーズンでは、一軍公式戦4試合に全て先発で登板し、3勝1敗を記録。イースタン・リーグ公式戦全体では、13試合の登板でチームトップ（リーグ4位）の7勝を挙げた。チームはレギュラーシーズン3位・クライマックスシリーズ突破を経て19年ぶりに日本シリーズへ進出したが、自身は前年に続いてポストシーズンで登板せず、日本シリーズの出場資格者名簿からも外れた。オフには制球力の改善に向けてフォームの改造に取り組んた。
2018年には、背番号を22に変更。イースタン・リーグでは公式戦18試合の登板で2勝4敗、防御率3.29という成績を残したが、入団後初めて一軍の公式戦へ登板せずにシーズンを終えた。

### 楽天時代
2019年のNPBレギュラーシーズン開幕3日前（3月26日）に、濱矢廣大との交換トレードで、地元球団の東北楽天ゴールデンイーグルスへ移籍。仙台大学出身の選手としては初めての入団で、背番号は59。NPBでは、平成時代最終日の4月30日までトレードが新たに成立しなかったため、熊原と濱矢の交換トレードが平成最後のトレードになった。
移籍後は、6月2日に千葉ロッテマリーンズとのイースタン・リーグ公式戦（利府町中央公園野球場）に2番手投手として登板すると、由規（先発）・久保裕也（3番手）との継投による9回ノーヒットノーラン達成に貢献し、最も長いイニングを投げた熊原に白星が付いた。6月12日の対ヤクルト戦（楽天生命パーク）で、先発投手として自身2年ぶりに一軍公式戦へ登板。右手の中指が血行障害に見舞われたことから、一軍での登板機会はこの試合のみで、シーズン終了後の11月21日に右手中指環指血管の剥離手術を受けた。
2020年には、一軍公式戦への登板機会がなく、イースタン・リーグの公式戦でも1試合で1イニングを投げただけにとどまった。レギュラーシーズン最終盤の11月5日に、球団から戦力外を通告。12月2日付で自由契約選手としてNPBから公示されたことを機に、現役を引退。

### 現役引退後
楽天最終年の2020年初頭には、引退後に深山神社で神職に就く意向を示していた。実際には神主の資格を得るまでに長い期間を要することや、仙台大学へ進学する時点で実兄が実父から神職の継承を決めていたこと（詳細後述）などから、当面は一般企業へ勤務する。

## 選手としての特徴
最速152km/hのストレートを軸に、落差の大きなカーブ、縦の高速スライダー、フォークなどの変化球を織り交ぜる投球スタイルで、DeNA入団後の2017年からはチェンジアップとシンカーも用いていた。
仙台大学2年時の冬に、独特の投球フォームを体得。左足を一塁側へ引いた状態で、三塁方向へ投げ出すように臍のあたりにまで高く上げてから投げることによって、速球の威力や変化球の精度が向上した。このフォームは、実家が神社であることにちなんで「神主投法」と名付けられた。

## 人物
中学生時代に憧れていた野球選手は、自身と同じ宮城県出身の由規。大学生時代には「自分と同じく細身で、高校時代までは無名だったにもかかわらず、『速球派の右腕投手』として大学球界で才能を開花させた」という理由から、同県および仙台六大学野球（東北学院大学）出身の岸孝之や、日本福祉大学出身の浅尾拓也を目標に挙げていた。岸は埼玉西武ライオンズを経て2017年から楽天に在籍しているため、2019年に楽天へ移籍してからは、翌2020年に現役を引退するまで岸のチームメイトになっていた。
高校卒業時には、当時神主であった実父から、神主を継ぐべく神職養成所に通うことを勧められた。本人は仙台大学で野球を続けることを主張したため、家族会議で進路を何度も検討した末に、一般企業へ勤務する長男が19代目の神主を引き継ぐ意向を表明。実父が当時保有していた2台の自家用車から1台を売却することによって、進学に必要な資金の確保に目途が付いたため、仙台大学への進学を決めた。2015年ドラフト会議の当日に放送された『ドラフト緊急生特番!お母さんありがとう』（TBSテレビ制作）では、再現ドラマや当事者のコメントを交えながら以上の経緯が紹介された。DeNAとの仮契約の際には、契約金の一部で両親に向けて乗用車を購入することを公言している。

## 詳細情報

### 年度別投手成績
| 年 度    | 球 団    | 登 板 | 先 発 | 完 投 | 完 封 | 無 四 球 | 勝 利 | 敗 戦 | セ 丨 ブ | ホ 丨 ル ド | 勝 率 | 打 者 | 投 球 回 | 被 安 打 | 被 本 塁 打 | 与 四 球 | 敬 遠 | 与 死 球 | 奪 三 振 | 暴 投 | ボ 丨 ク | 失 点 | 自 責 点 | 防 御 率 | W H I P |
| -------- | -------- | ----- | ----- | ----- | ----- | -------- | ----- | ----- | -------- | ----------- | ----- | ----- | -------- | -------- | ----------- | -------- | ----- | -------- | -------- | ----- | -------- | ----- | -------- | -------- | ------- |
| 2016     | DeNA     | 18    | 3     | 0     | 0     | 0        | 1     | 1     | 0        | 0           | .500  | 131   | 29.0     | 31       | 0           | 15       | 0     | 1        | 25       | 2     | 0        | 18    | 16       | 4.97     | 1.59    |
| 2017     | DeNA     | 4     | 4     | 0     | 0     | 0        | 3     | 1     | 0        | 0           | .750  | 91    | 20.0     | 23       | 6           | 11       | 0     | 1        | 17       | 1     | 0        | 16    | 12       | 5.40     | 1.70    |
| 2019     | 楽天     | 1     | 1     | 0     | 0     | 0        | 0     | 0     | 0        | 0           | .000  | 17    | 3.1      | 4        | 1           | 3        | 0     | 0        | 3        | 0     | 0        | 2     | 2        | 5.40     | 2.10    |
| NPB：3年 | NPB：3年 | 23    | 8     | 0     | 0     | 0        | 4     | 2     | 0        | 0           | .667  | 239   | 52.1     | 58       | 7           | 29       | 0     | 2        | 45       | 3     | 0        | 36    | 30       | 5.16     | 1.80    |

- 2020年度シーズン終了時

### 年度別守備成績
| 年 度 | 球 団 | 投手  | 投手  | 投手  | 投手  | 投手  | 投手     |
| 年 度 | 球 団 | 試 合 | 刺 殺 | 補 殺 | 失 策 | 併 殺 | 守 備 率 |
| ----- | ----- | ----- | ----- | ----- | ----- | ----- | -------- |
| 2016  | DeNA  | 18    | 1     | 4     | 0     | 1     | 1.000    |
| 2017  | DeNA  | 4     | 1     | 5     | 0     | 1     | 1.000    |
| 2019  | 楽天  | 1     | 1     | 1     | 0     | 0     | 1.000    |
| 通算  | 通算  | 23    | 3     | 10    | 0     | 2     | 1.000    |

- 2020年度シーズン終了時

### 記録
投手記録
- 初登板：2016年5月3日、対東京ヤクルトスワローズ6回戦（横浜スタジアム）、6回表に2番手で救援登板、2回無失点
- 初奪三振：同上、7回表に山田哲人から空振り三振
- 初先発登板：2016年7月12日、対中日ドラゴンズ13回戦（横浜スタジアム）、6回4失点で勝敗つかず
- 初勝利・初先発勝利：2016年7月20日、対東京ヤクルトスワローズ17回戦（明治神宮野球場）、5回2失点（自責点1）

打撃記録
- 初打席：2016年6月4日、対千葉ロッテマリーンズ2回戦（横浜スタジアム）、4回裏に南昌輝から投前バントゴロ

### 背番号
- 1（2016年 - 2017年）
- 22（2018年 - 2019年3月28日[30]）
- 59（2019年3月29日[30] - 2020年）